# Vasilij Zajcev

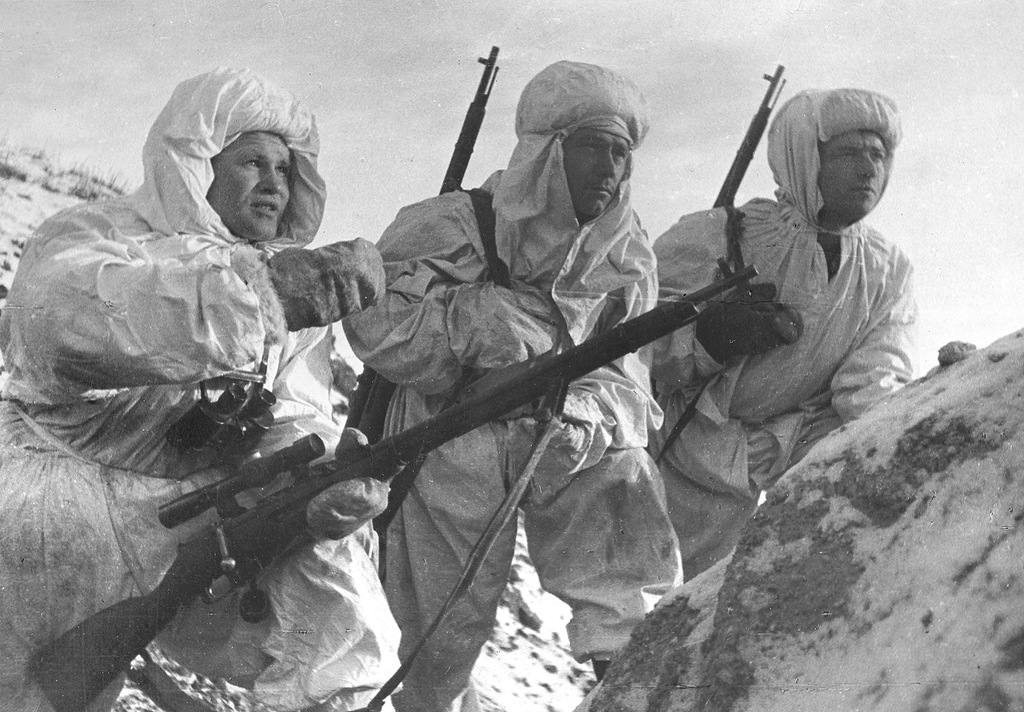
Vasilij Zajcev je na fotografii vlevo, zachycen během školení dvojice nováčků

Vasilij Grigorjevič Zajcev (rusky Васи́лий Григо́рьевич За́йцев; 23. března 1915 – 15. prosince 1991) byl s 242 potvrzenými zásahy jeden z nejlepších sovětských odstřelovačů během druhé světové války.

## Životopis

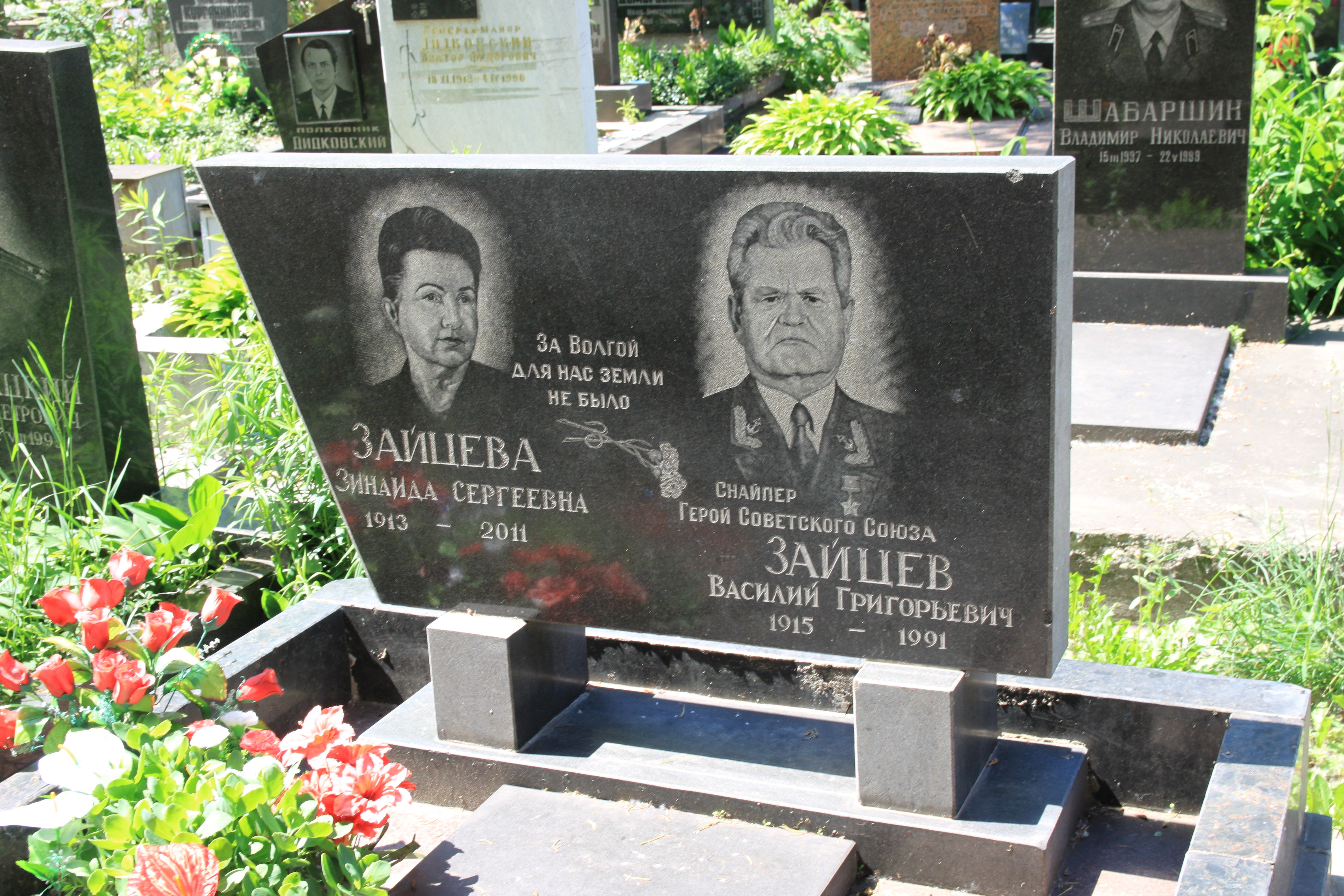
Zajcevův kenotaf na Lukjanivském vojenském hřbitově v Kyjevě

Narodil se v selu Jeleninka v rajónu Čeljabinsk v tehdejším carském Rusku, vyrostl v pohoří Ural. Zde se učil střílet při lovech na vysokou zvěř. Dokončil školu jako účetní a v Magnitogorsku se podílel na tzv. „Magnitogorském projektu“. Roku 1937 vstoupil do Vojenské námořní flotily. Zde také pravděpodobně dokončil Vojenskou hospodářskou školu. Na začátku německé invaze do SSSR byl náčelníkem finančního oddělení v Tichomořském loďstvu. Je známo, že se účastnil bitvy u Stalingradu od září roku 1942. V období od 10. listopadu do 17. prosince 1942 údajně zastřelil 225 vojáků a důstojníků wehrmachtu, z toho 11 odstřelovačů. Některé zdroje tvrdí, že téměř stejný počet vojáků německé armády (v tomto případě 224 mužů) zastřelil neznámý sovětský voják známý pouze jako Zikan.
Zajcev sloužil u 1047. střeleckého pluku 284. střelecké divize 62. armády Stalingradského frontu. Odstřelovací pušku, která je dnes součástí Stalingradského muzea, věnoval Zajcevovi osobně velitel pluku. Služby schopný byl do ledna 1943, kdy utrpěl při minometném útoku zranění očí. Zrak mu navrátila operace, kterou provedl profesor Filatov. Poté se vrátil do bojů a do konce války byl povýšen na kapitána. Již během bitvy o Stalingrad se věnoval výcviku odstřelovačů, ve druhé polovině války sepsal dvě brožury pro odstřelovače a aktivně se podílel na jejich výcviku a taktice. Jeho žákům se říkalo „Zajíčata“. Do konce války údajně zastřelil 242 vojáků, z toho 11 odstřelovačů. Po válce vedl továrnu v Kyjevě.
Zemřel 15. prosince 1991 v Kyjevě. Ačkoli si přál spočinout na pohřebišti na Mamajově mohyle, byl pohřben na Lukjanivském hřbitově v Kyjevě. Teprve v roce 2006 byly jeho ostatky přeneseny do Volgogradu. Při té příležitosti tam byla otevřena Zajcevovi věnovaná muzeální expozice.

## Vyznamenání
- Hrdina Sovětského svazu – 18. prosince 1942[4]
- Leninův řád – 18. prosince 1942[4]
- Řád rudého praporu – 4. prosince 1942[5] a 10. října 1944[6]
- Řád vlastenecké války I. třídy – 6. dubna 1985[7]
- Medaile za odvahu – 25. října 1942[8]
- Medaile 100. výročí narození Vladimira Iljiče Lenina
- Medaile Za obranu Stalingradu
- Medaile za vítězství nad Německem ve Velké vlastenecké válce 1941–1945
- Jubilejní medaile 20. výročí vítězství ve Velké vlastenecké válce 1941–1945
- Jubilejní medaile 30. výročí vítězství ve Velké vlastenecké válce 1941–1945
- Jubilejní medaile 40. výročí vítězství ve Velké vlastenecké válce 1941–1945
- Medaile 30. výročí sovětské armády a námořnictva

## Kniha
- ZAJCEV, Vasilij Grigor'jevič. Zápisky odstřelovače. Praha: Mladá fronta, 2012. 215 s. ISBN 978-80-204-2413-6.

## Film
- Nepřítel před branami